# FastCGI
Een Fast Common Gateway Interface of FastCGI is een belangrijke internettechnologie die het mogelijk maakt om in de webbrowser dynamisch gegevens op te vragen van de webserver. FastCGI is een verbeterde versie van het oudere Common Gateway Interface (CGI). Het hoofddoel van FastCGI is om de interactie die nodig is tussen de webserver en het betreffende CGI-programma te reduceren, waardoor een server meer gelijktijdige webpagina verzoeken kan verwerken.

## Webservers die gebruikmaken van FastCGI
- Abyss Web Server
- Apache HTTP Server (gedeeltelijk)
  - Geïmplementeerd via mod_fcgid. Deze module was in eerste van een derde partij, maar werd geschonken aan de ASF als een zijproject van Apache HTTP Server in 2009.[1]
  - Een oudere door derden ontwikkelde module van mod_fastcgi wordt ook nog gebruikt.
- Cherokee[2]
- Hiawatha[3]
  - Werkverdeling via FastCGI
  - Ondersteuning voor chrooted FastCGI-servers
- Lighttpd[4]
- LiteSpeed Web Server
- Microsoft IIS[5]
- Kerio WebSTAR
- Nginx
- Open Market Web Server
- pronghorn Web Server
- Resin Application Server
- Roxen Web Server
- Sun Java System Web Server
- Elke Servlet-container (zoals Apache Tomcat of Jetty), die gebruikmaakt van de JFastCGI-library.
- Zeus Web Server
- GNU MyServer (http://www.myserverproject.net)

## Taalimplementaties voor de FastCGI-API
FastCGI kan geïmplementeerd worden in elke scripttaal die sockets ondersteunt. API's bestaan voor:
- Borland Delphi/Lazarus FreePascal[6]
- C / C++
- Chicken Scheme
- Common Lisp: CLISP and CMUCL
- D programmeertaal
- Eiffel[7]
- Guile Scheme
- Haskell
- HP BASIC for OpenVMS
- Java[8]
- Lua
- Mono XSP
- OCaml
- Perl
- PHP
- REALbasic (REAL Studio)[9]
- Roadsend PHP
- Python
- Ruby
- SmallEiffel
- Smalltalk: FasTalk en Dolphin Smalltalk
- Tcl

Recentere frameworks zoals Ruby on Rails, Catalyst, Django en Kepler accepteren gebruik via embedded interpreteerders (bijvoorbeeld mod ruby, mod perl, mod python) of FastCGI.